# Harry Church Oberholser
Harry Church Oberholser (25 juin 1870 - 25 décembre 1963) est un ornithologue américain.

## Biographie
Il travaille d'abord pour le « United States Bureau of Biological Survey » devenu le « United States Fish and Wildlife Service » de 1895 à 1941, en tant qu'ornithologue puis comme biologiste, et enfin comme directeur.
Il écrit de nombreux livres et articles sur les oiseaux d'Amérique, d'Afrique et d'Asie. Oberholser est l'auteur de la famille des hémiprocnidés, pour les quatre martinets arboricoles  qu'il a ainsi distingués des autres espèces d'apodidés.

## Principaux ouvrages
- The Bird Life of Texas (1974)
- Birds of Mt. Kilimanjaro (1905)
- Birds of the Anamba Islands (1917)
- The Bird Life of Louisiana (1938)
- When Passenger Pigeons Flew in the Killbuck Valley (1999)
- Critical notes on the subspecies of the spotted owl
- The birds of the Tambelan Islands, South China Sea
- The great plains waterfowl breeding grounds and their protection (1918)